# Naționalism paneuropean
Naționalismul paneuropean este un termen politic inventat de către Hannah Arendt în 1954 pentru a descrie o formă ipotetică de naționalism fundamentată pe ideea de identitate paneuropeană. Arendy a avertizat asupra faptului că „naționalismul paneuropean” ar putea lua naștere ca urmare a cultivării sentimentului antiamerican în Europa.

## Istoric
În anii 1950, au existat o serie de grupuri neofasciste care au susținut în mod explicit „naționalismul european”. În Marea Britanie, Oswald Mosley a condus Mișcarea Unionistă care milita pentru ideea de „Europa o Națiune” între 1948-1973. În 1950, Mosley a cofondat Mișcarea Socială Europeană în colaborare cu alte grupuri de pe continent. Până în 1957 aceasta a devenit în mare parte nefuncțională, însă ideile au fost preluate de către Partidul Național al Europei, format în 1962 de Mosley și liderii unor partide naționaliste precum Deutsche Reichspartei, Mișcarea Socială Italiană, Jeune Europe și Mouvement d'Action Civique.
În „Declarația Europeană” din 1 martie 1962, Partidul Național al Europei a susținut crearea unui stat național european cu un guvern european comun și un parlament european ales prin vot, retragerea trupelor americane și sovietice din Europa, dizolvarea Națiunilor Unite și înlocuirea acesteia cu un corp internațional condus de USA, URSS și Europa. Teritoriul acestui stat european acea să cuprindă toate statele europene din afara Uniunii Sovietice, inclusiv insulele britanice. Mișcarea a rămas activă până în anii 1970.

## Situația curentă
Avertizarea lui Arendt cu privire la posibilitatea dezvoltări unui „naționalism paneuropean” era a ajuns să fie considerată depășită în anii '90: Gerard Delanty susținea că „Europa nu ar putea să-și formeze o identitate coerentă deoarece nu există „o opoziție externă față de aceasta”, rol pe care America ar fi trebuie să și-l asume. Din punctul de vedere al lui Speekenbrink (2014), naționalismul a fost înlocuit cu o „ordine mondială postmodernă” în perioada postbelică.
În 2014, Schlembach descria existența „unei forme de naționalism paneuropean - o „Europă pentru europeni” - fundamentată pe antiamericanism și entopluralism” în cadrul „unor secțiuni” ale neofascismului european. Conform profesorilor, fostele grupuri naționaliste europene propun acum o federație europeană pe criterii etnice fundamentată pe o ideologie de „culturalism european” sau, conform lui Dimitri Almeida, a adoptat euroscepticismul, ideologie a naționalismului european astăzi înlocuită de o versiune mai puternică de euroscepticism.

## Listă de organizații naționaliste europene
- Jeune Europe
- Comité de liaison des européens révolutionnaires
- Parti Communautaire National-Européen
- Nouvelle Droite
- Réseau radical
- Les Identitaires
- Parti nationaliste français et européen
- Imperium Europa